# Distrikt Chojata
Der Distrikt Chojata liegt in der Provinz General Sánchez Cerro in der Region Moquegua in Südwest-Peru. Der Distrikt wurde am 15. Februar 1955 gegründet. Er besitzt eine Fläche von 858 km². Beim Zensus 2017 wurden 754 Einwohner gezählt. Im Jahr 1993 lag die Einwohnerzahl bei 1537, im Jahr 2007 bei 2213. Die Distriktverwaltung befindet sich in der 3625 m hoch gelegenen Ortschaft Chojata mit 335 Einwohnern (Stand 2017). Chojata befindet sich 40 km nordöstlich der Provinzhauptstadt Omate.

## Geographische Lage
Der Distrikt Chojata liegt an der Südflanke der Cordillera Volcánica im zentralen Osten der Provinz General Sánchez Cerro. Im Nordwesten reicht der Distrikt bis an das Ostufer des nach Süden fließenden Río Tambo.
Der Distrikt Chojata grenzt im Westen an den Distrikt Matalaque, im äußersten Nordwesten an den Distrikt Ubinas, im Norden an den Distrikt Lloque, im Nordosten an den Distrikt Ichuña, im äußersten Osten an den Distrikt Pichacani (Provinz Puno) sowie im Süden an die Distrikte Carumas und San Cristóbal (beide in der Provinz Mariscal Nieto).